# بيت فقير الشيخ (الرضمة)

تعديل مصدري - تعديل

بيت فقير الشيخ هي إحدى قرى عزلة عجيب بمديرية الرضمة التابعة لمحافظة إب، بلغ تعداد سكانها 235 نسمة حسب تعداد اليمن لعام 2004.